# René Boylesve
René Boylesve, MAF ʀəne bwalɛv, właśc. René Marie Auguste Tardiveau, MAF ʀəne maʀi ogüst taʀdivo (ur. 14 kwietnia 1867 w La Haye-Descartes, zm. 14 stycznia 1926 w Paryżu) – francuski powieściopisarz.
Kształcił się w Paryżu w Szkole nauk politycznych i szkole Luwru. Był członkiem Akademii francuskiej. W 1921 został Oficerem Legii Honorowej. Pochowany na Cmentarzu Passy.